# آنداراکس
آنداراکس (به اسپانیایی: Río Andarax) یک رود و آب‌گذر در اسپانیا است که در استان آلمریا واقع شده‌است.